# Batterie Lakseviga
Die Batterie Lakseviga (auch Krageviga genannt) auf der Insel Flekkerøya in der Nähe der norwegischen Stadt Kristiansand im Fylke Agder war eine deutsche Befestigungsanlage im Zweiten Weltkrieg. Sie wurde von den Deutschen als Teil des Atlantikwalls gebaut und war die erste Küstenfestung, die nach der Invasion von 1940 in Kristiansand erbaut wurde. Die Unterstellung erfolgte unter den Kommandant der Seeverteidigung Kristiansand-Süd.
Ab April 1940 lag in Kristiansand nur eine Batterie, welche im Juni des gleichen Jahres zur Marine-Artillerie-Abteilung Kristiansand erweitert wurde und im gleichen Zuge in Marine-Artillerie-Abteilung 302 umbenannt wurde. Zur letztendlichen Marine-Artillerie-Abteilung 502 wurde die Abteilung im Juli 1940.
Die erste Geschützstellung, welche nach der Invasion errichtet worden war, war durch die 3./502 Flekkeröy besetzt worden und lag auf der Nordseite von Flekkerøya. Der Zugang zum und vom Festland erfolgte mit dem Boot. Eine Zufahrtsstraße verband die Stellungen mit dem Straßennetz auf der Insel.
In Kragevika befanden sich die Kaianlagen, das Lager, die Kaserne und verschiedene andere Anlagen. Im Sommer 1940 wurden die beiden St Chamond L45-21-cm-Kanonen mit einer Reichweite von 16.000 Metern von der westlichen Batterie auf Odderøya nach Lakseviga verlegt. Die Geschützstellung sollte als westliche Barriere die Hauptzufahrt nach Kristiansand schützen. Beide Kanonen standen auf Bunkern. Das Kommandozentrum war Gråheia.
Nach dem Krieg übernahm 1945 die norwegische Küstenartillerie die Stellung, legte sie jedoch 1957 still. Das Munitionslager am Kai, ein Backsteingebäude mit aufgemalten Fenstern, mit 171 Quadratmetern ist noch vorhanden.
Das Gebiet ist heute Freizeitgebiet. Die gesamte Anlage einschließlich der Reste der Schmalspurbahn sind als Kulturdenkmal eingestuft.

## Militärbahn Lakseviga
| Streckenlänge:                                                                                | etwa 0,3 km |            |            |
|                                                                                               |             |            |            |
| \| \| \| Kragevika \| \| \| \| \| \| \| \| \| \| Fluheia \| \| \| \| \| Huddedalen \| \|      |             |            |            |
| Betriebsstelle Streckenanfang (Strecke außer Betrieb)                                         |             | Kragevika  | Kragevika  |
| Abzweig geradeaus und nach links (Strecke außer Betrieb) · Strecke von rechts (außer Betrieb) |             |            |            |
| Betriebsstelle Streckenende (Strecke außer Betrieb) · Strecke (außer Betrieb)                 |             | Fluheia    | Fluheia    |
| Betriebsstelle Streckenende (Strecke außer Betrieb)                                           |             | Huddedalen | Huddedalen |

Die Strecke erstreckte sich über rund 300 Meter vom Hafenkai bis zum Huddedalen, wo sie sich mit einer Weiche teilte. Ein Gleis führte bis zur Kanonenposition bei Fluheia und ein Gleis bis zur Kanonenposition südlich von Huddedalen.
Der Munitionswagen wurde mit einer Seilwinde, die von einem Benzinmotor angetrieben wurden, nach oben befördert.
Die Weiche und die Gleise zu den Gefechtsständen wurden nach dem Krieg entfernt. Die Spurweite der Strecke ist aus den vorhandenen Quellen nicht ersichtlich. Die Seilwinde ist im Kanonenmuseum in Møvik aufbewahrt.